# (5478) Wartburg
(5478) Wartburg est un astéroïde de la ceinture principale.

## Description
(5478) Wartburg est un astéroïde de la ceinture principale. Il fut découvert le 23 octobre 1989 à Tautenburg par Freimut Börngen. Il présente une orbite caractérisée par un demi-grand axe de 2,54 UA, une excentricité de 0,14 et une inclinaison de 8,0° par rapport à l'écliptique.

## Compléments